# فراش‌باشی
فراش‌باشی فیلمی به کارگردانی ایرج صادق‌پور و نویسندگی منوچهر کی مرام ساختهٔ سال ۱۳۵۴ است.

## بازیگران
- نعمت‌الله آغاسی
- جمیله
- رفیع حالتی
- محمدتقی کهنمویی
- کاظم تهرانچی
- کاظم افرندنیا
- شادی
- محمود
- بیژن
- روح اله امینی
- چنگیزی
- کریم پرویزی
- آتش
- ابراهیم فخار
- فرزین خاتمی